# Wodi
Wodi (kinesiska: 窝底乡, 窝底) är en socken i Kina. Den ligger i provinsen Sichuan, i den sydvästra delen av landet, omkring 180 kilometer väster om provinshuvudstaden Chengdu. Antalet invånare är 2 641. Befolkningen består av 1 225 kvinnor och 1 416 män. Barn under 15 år utgör 17,0 %, vuxna 15-64 år 73 %, och äldre över 65 år 9,0 %.
Genomsnittlig årsnederbörd är 1 253 millimeter. Den regnigaste månaden är juni, med i genomsnitt 227 mm nederbörd, och den torraste är januari, med 13 mm nederbörd.